# Железничка станица Клење
Железничка станица Клење је једна од железничких станица на прузи Београд—Ниш. Налази се насељу Рипањ у градској општини Вождовац у Београду. Пруга се наставља у једном смеру ка Рипањ тунелу и у другом према према Рипњу. Железничка станица Клење састоји се из 3 колосека.